# Krottenkopf
Krottenkopf (2 086 m n. m.) je nejvyšší hora Bavorského Předalpí. Nachází se na území okresu Garmisch-Partenkirchen v německé spolkové zemi Bavorsko. Leží asi 10 km severovýchodně od centra okresu v podskupině Estergebirge. Na vrchol je možné vysoupit od chaty Weilheimer Hütte (1946 m).